# Віденські газометри

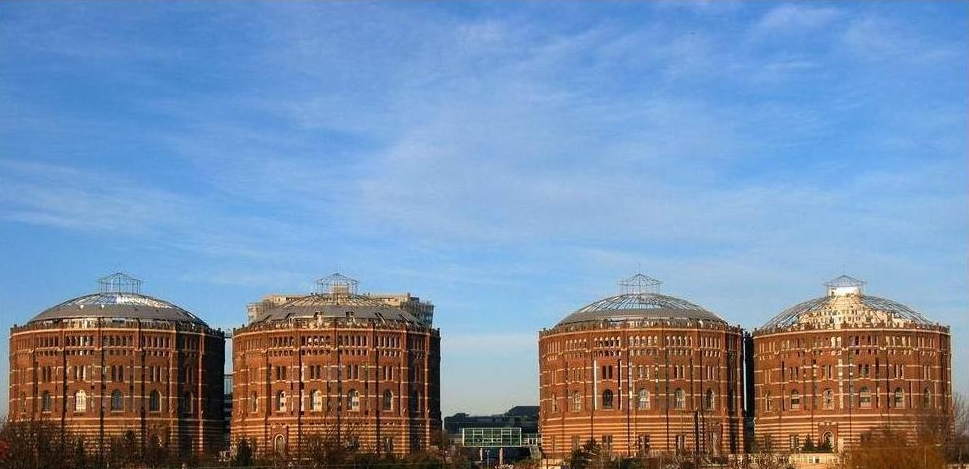
Віденські газометри

48°11′06″ пн. ш. 16°25′12″ сх. д. / 48.18489° пн. ш. 16.41997° сх. д.
Віденські газометри — чотири колишні газгольдери, розташовані у Відні (Австрія) і побудовані в 1896—1899 роках. Вони розташовані в Зіммерінзі, одинадцятому районі міста. У 1969—1978 роках місто відмовилося від використання коксового газу на користь природного, і газометри були закриті. У 1999—2001 роках вони були перебудовані і стали багатофункціональними комплексами.

## Історія

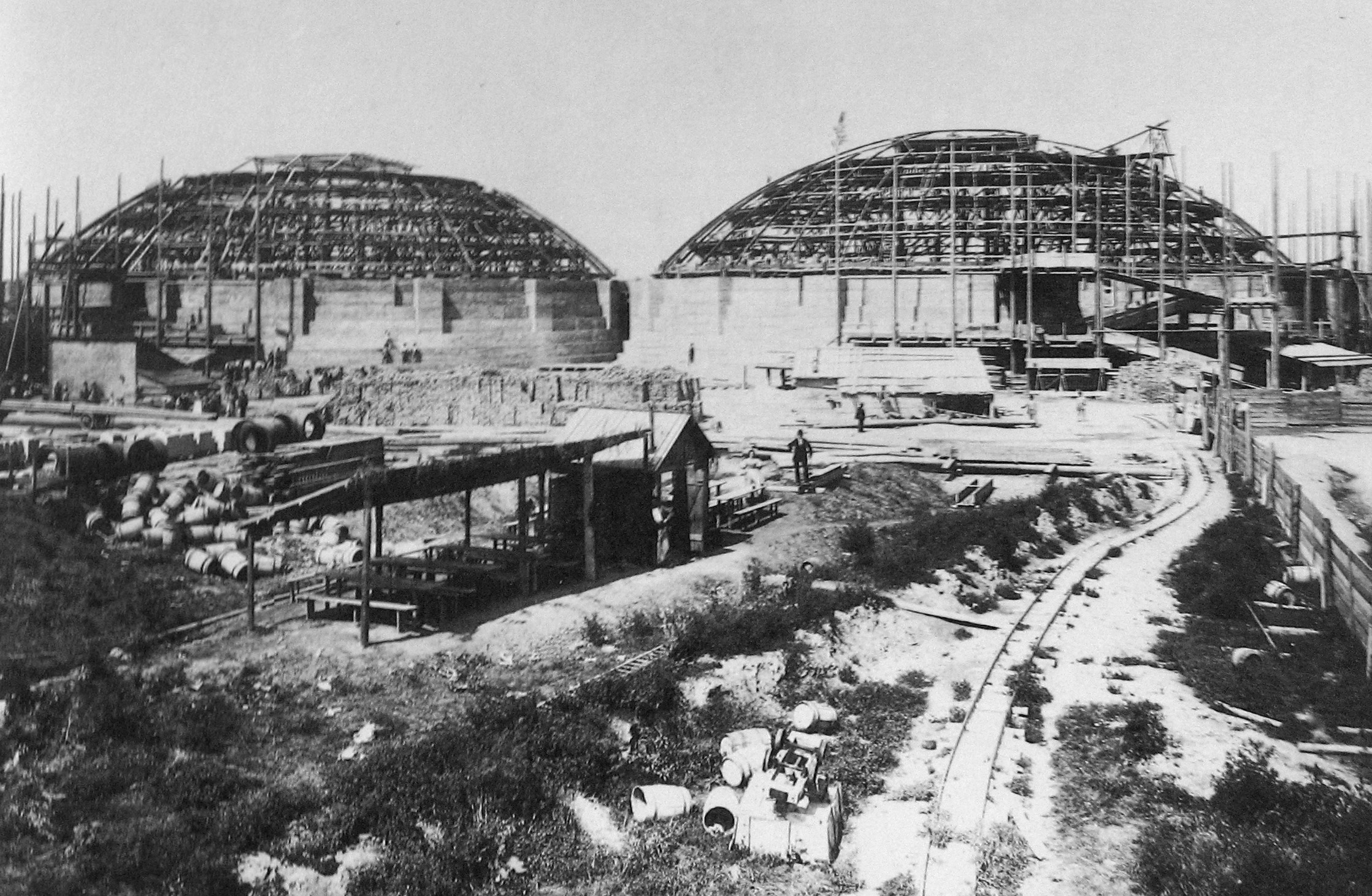
Будівництво газометрів (1897)

Віденські газометри були побудовані в 1896—1899 роках в віденському районі Зіммерінг. Вони були створені, щоб забезпечити місто газом, який до цього поставляла англійська компанія Inter Continental Gas Association (ICGA). На той момент ці газометри були найбільшими в Європі. Проте, через зміну технологій в 1984 році, газометри були покинуті, оскільки місто перейшло на природний газ, для якого не потрібні такі великі резервуари. З того часу віденські газгольдери використовувалися для самих різних цілей, наприклад, як декорація для однієї з частин бондіани «Іскри з очей». У 1995 році був оголошений конкурс ідей по перебудові газометрів. У результаті перебудова 4-х газометрів дісталася 4-м архітекторам: архітектурному бюро «Coop Himmelb(l)au», Жану Нувелю, Вільгельму Гольцбауеру і Манфреду Ведорну. Всі газометри були розділені на такі зони: житлову, офісну, і розважальну (торгові центри). Історичний екстер'єр був збережений. У травні 2001 році газометри були заселені людьми, а в жовтні відбулося їхнє офіційне відкриття.

## Галерея

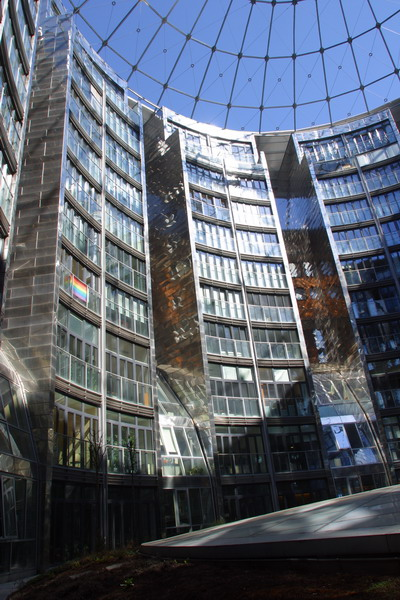
Газометр A
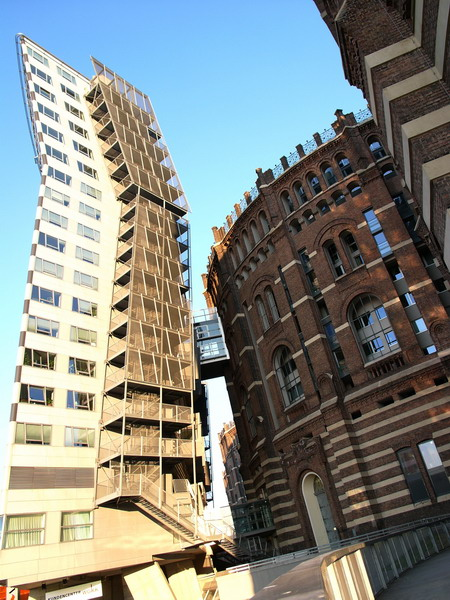
Газометр B
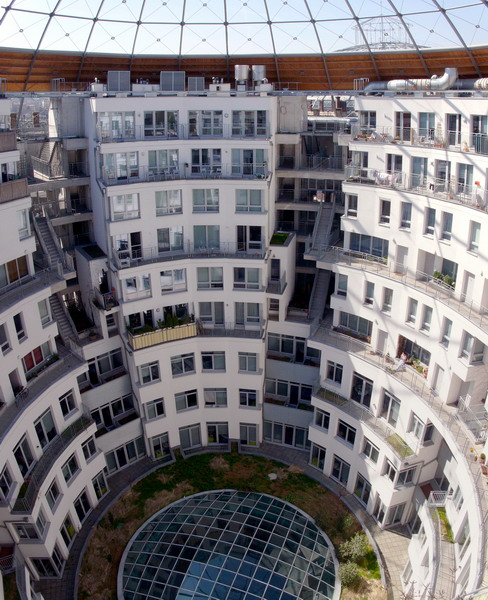
Газометр C
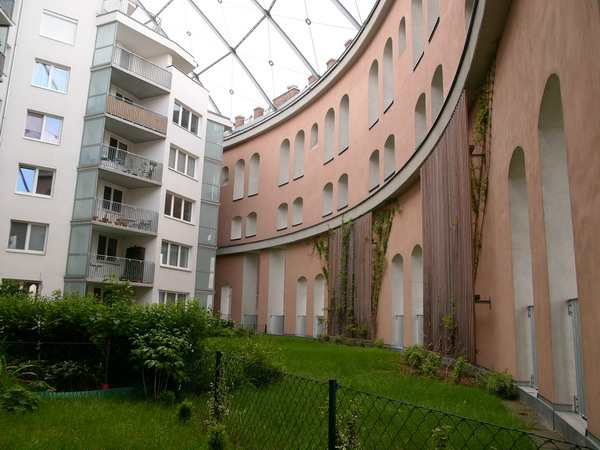
Газометр D

## Технічні деталі
Газометри є чотирма циліндричними телескопічними газовими резервуарами, об'єм кожного з яких приблизно дорівнює 90 000 м³. Кожний з газометрів має висоту 70 метрів і діаметр 60 метрів. Весь внутрішній інтер'єр був видалений під час реконструкції, тільки цегляний фасад і частини даху були залишені незмінними.
Коксовий газ, що отримувався способом сухої перегонки з коксу, запасався в цих резервуарах перед розподілом в міську газову мережу. Побутовий газ спочатку використовувався тільки в лампах, що освітлювали вулиці, але в 1910 році було упроваджено також його використання для приготування їжі і обігріву приватних будинків.

## Сучасне використання газометрів
Усередині газометрів з'явилося своє особливе співтовариство на зразок селища, міста в місті, розвинулося справжнє відчуття єднання і спільності. У газометрів є своє активне співтовариство мешканців і інтернет-співтовариство. Численні праці і дисертації з психології, міського планування, журналістики і архітектури були присвячені цьому феномену.
В межах газометрів функціонують концертний зал, що вміщає 2000-3000 чоловік, кінотеатр, муніципальний архів, студентський гуртожиток і кілька інших установ. Житловий фонд становить близько 800 квартир, дві третини з яких розташовуються усередині стін газометрів, з 1600 постійних мешканців, також тут знаходяться 70 студентських кімнат, що вміщають близько 250 студентів.